# Abraliopsis pfefferi
Abraliopsis pfefferi är en bläckfiskart som beskrevs av Louis Joubin 1896.
Abraliopsis pfefferi ingår i släktet Abraliopsis och familjen Enoploteuthidae. Inga underarter finns listade i Catalogue of Life.